# Omán en los Juegos Paralímpicos de Londres 2012
Omán estuvo representado en los Juegos Paralímpicos de Londres 2012 por dos deportistas masculinos. El equipo paralímpico omaní no obtuvo ninguna medalla en estos Juegos.